# 미터버스
미터버스(Meter-Bus) 또는 M버스(M-Bus)는 양수기, 가스 및 전기 계량기의 수치를 원격으로 읽기 위한 유럽 표준(EN 13757-2 물리/링크 계층, EN 13757-3 응용 계층)이다. M버스는 다른 유형의 소비자용 계량기에도 사용이 가능하다. M버스 인터페이스는 2개의 선으로 통신이 가능하므로 비용 절약적이다. M버스의 무선 형태(무선 미터버스 또는 무선 M버스) 또한 EN 13757-4에 규정되어 있다.
M버스는 예를 들어 가정 내 가스나 수도 소비량을 측정하기 위해 수급계기의 네트워킹 및 원격에서 읽기를 위한 시스템 수요를 충족시키기 위해 개발되었다. 이 버스는 소비자용 수급계기를 포함한 원격으로 전력이 공급되거나 배터리로 구동되는 시스템의 특수한 요건을 충족시킨다. 정보 확인 시 계측기는 건물의 수급계기를 읽기 위해 특정 주기로 연결되는 휴대용 컴퓨터 등의 공통 마스터에 수집한 데이터를 전달한다. 중앙에서 관장하여 데이터를 수집하는 다른 방식으로는 모뎀을 통해 계측기의 미터값을 전달하는 것이다.
그 밖에도 M버스는 알람 시스템, 유연한 조명 설치, 난방 통제 등에 적절하다.

## OSI 모델과의 관계
| OSI 모델    | OSI 모델            | OSI 모델            | OSI 모델  |
|             | 데이터 단위         | 계층                | 표준      |
| ----------- | ------------------- | ------------------- | --------- |
| 호스트 계층 | 데이터              | 7. 응용 계층        | EN1434-3  |
| 호스트 계층 | 데이터              | 6. 표현 계층        | 비어 있음 |
| 호스트 계층 | 데이터              | 5. 세션 계층        | 비어 있음 |
| 호스트 계층 | 세그먼트/데이터그램 | 4. 전송 계층        | 비어 있음 |
| 미디어 계층 | 패킷                | 3. 네트워크 계층    | 선택사항  |
| 미디어 계층 | 프레임              | 2. 데이터 링크 계층 | IEC 60870 |
| 미디어 계층 | 비트                | 1. 물리 계층        | M-Bus     |

## 같이 보기
- 가상 발전소

## 참고 문헌
- rSCADA libmbus An Open Source M-bus library written in C.
- jMBus M-Bus master Java library at openmuc.org.
- Valley.Net.Protocols.MeterBus An Open Source M-Bus library written in C#.